# Cosplay

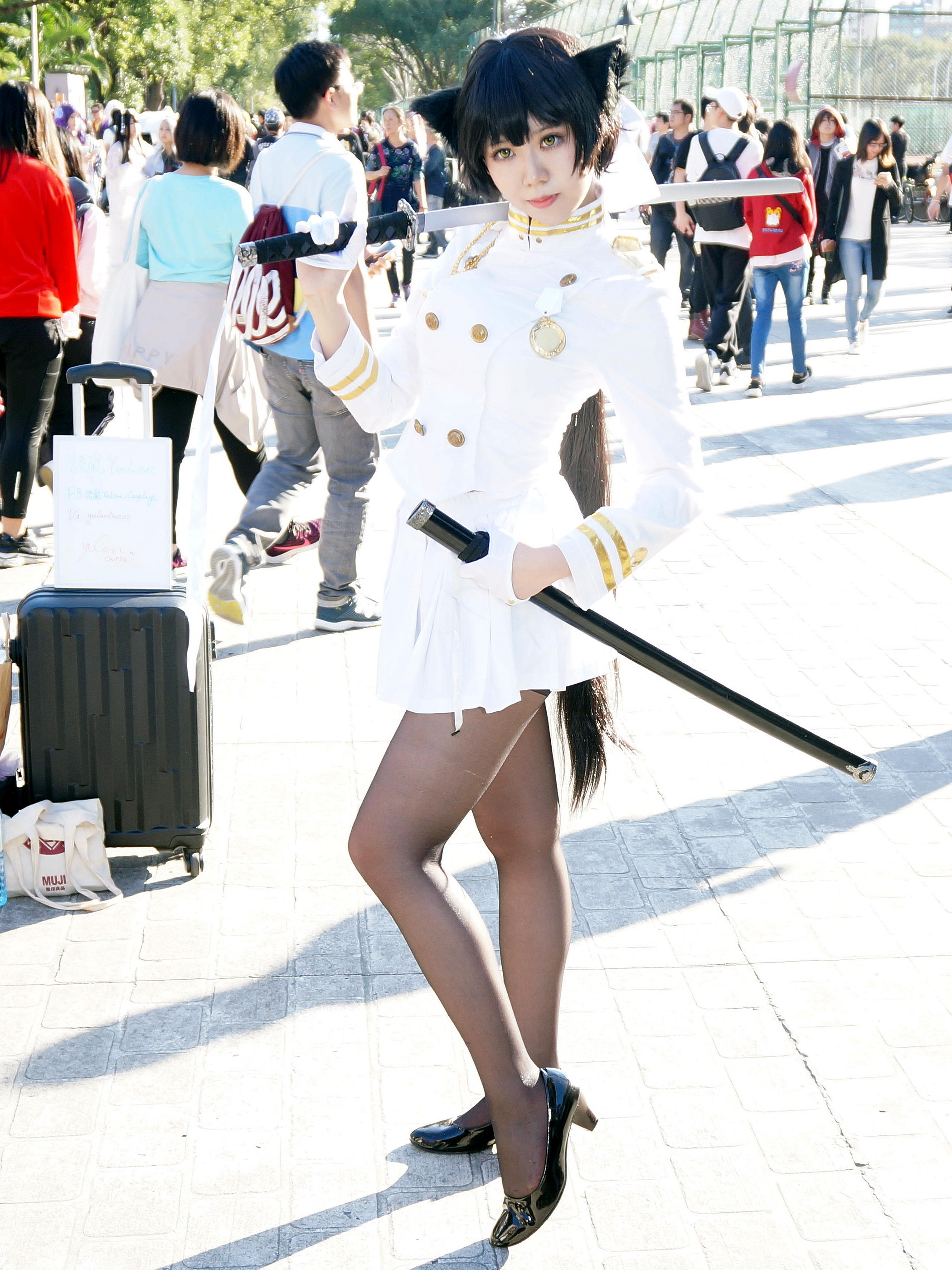
Cosplay-jelmezes szamuráj karddal, Tajvan, 2019. december 15.

A cosplay (コスプレ; koszupure; Hepburn: kosupure) a „costume play” kifejezés rövidített formája, az előadó-művészet egy ága, ahol az általában kívülálló résztvevők különböző jelmezeket és kiegészítőket viselve próbálnak egy-egy filmszereplőt, képregényhőst, rajzfilmfigurát, koncepciót megjeleníteni. A jelmezt készítő, illetve viselő személyek, a cosplayerek, gyakran külön szubkultúrát alkotnak, melynek középpontjában e különleges szerepjáték iránti szenvedélyük áll.
A jelmezötletek legjellemzőbb forrásait animék, mangák, nyugati képregények, videójátékok illetve filmek alkotják, de bármilyen fiktív forrásból, vagy akár a való életből vett elképzelés jó alapul szolgálhat egy cosplaynek. Találkozhatunk élettelen dolgokat antropomorf formában megjelenítő kosztümökkel, valamint nem ritka a crossdressing, crossplay sem, melynek során a jelmezt viselő személy egy a sajátjával ellenkező nemű karaktert alakít. A cosplay kultúra részét alkotó egyik népszerű ágazat a vonzó fellépésre fókuszál, ilyenkor a cosplayesek olyan karaktert választanak, aki híres attraktív megjelenéséről és/vagy kihívó ruházatáról.
Az internet a cosplay kedvelői számára is lehetővé tette, hogy virtuális közösségeket, weboldalakat hozzanak létre, ahol megoszthatják egymással cosplayes élményeiket, tippeket, trükköket, fényképeket. Mivel a cosplay kultúra iránt érdeklődők száma 1990 óta exponenciálisan növekvő tendenciát mutat, a jelenség egyre jelentősebb hatást fejt ki a populáris kultúrára is. Hatványozottan igaz ez az ázsiai országokra, elsősorban Japánra, ahol a cosplaynek meghatározó szerepe van az utcai divat, valamint a popkultúra trendjeire is.

## Terminológia
A cosplay kifejezés az angol „costume” és „play” szavak összetételéből ered. A szókapcsolatot a japán Studio Hardnak dolgozó Takahasi Nobujuki alkotta meg 1984-ben a Los Angeles-i science fiction Worldconon. Lenyűgözte őt a csarnok és a jelmezes rajongók látványa, melyekről több japán sci-fi magazinban is beszámolt. A szóalkotás tükrözi a klasszikus japán rövidítési módszert, ahol a szópár első két morája alkotja meg az új, önálló szót. Japán kiejtés szerint tehát a costume (jelmez) szóból a koszu (コス), majd a play (játszani, eljátszani, színdarab) szóból a pure (プレ) kerül átemelésre.

## Cosplay a gyakorlatban

### Jelmezek

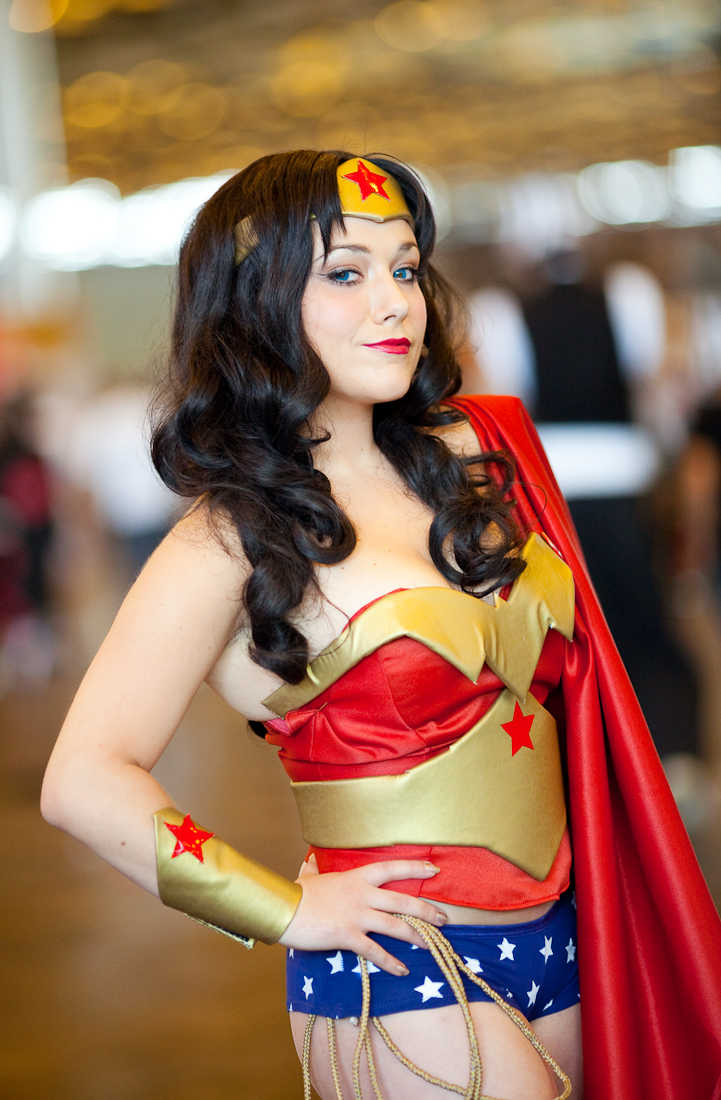
Wonder Woman cosplay (Japan Expo, 2010)

Igen sokféle cosplay létezik az egészen egyszerűektől kezdve a bonyolult, részletgazdag jelmezekig. Ezek nem összetévesztendőek a farsangi vagy halloweeni jelmezekkel, hiszen a viselésük oka is egészen más. Míg az előbbiek ünnepekhez, kulturális eseményekhez kötődnek, egy cosplay célja, hogy pontosan tükrözzön egy specifikus karaktert. Így a cosplayesek nem csupán egy viseletet másolnak le, hanem átveszik eredetijük belső tulajdonságait, szokásait, jellegzetes viselkedési formáit, mozgását, mimikáját. A választott karakter lehet film, sorozat, könyv, képregény, videójáték szereplője, vagy akár egy élő ember is, például egy népszerű együttes tagja. Leggyakrabban a cosplayt anime- vagy mangaszereplőkkel, rajzfilmfigurákkal vagy szuperhősökkel hozzák összefüggésbe.
A legtöbb cosplayes maga készíti el a jelmezét a fellelhető referenciaképek alapján, mint például filmrészlet, hivatalos képek a karakterről.
A jelmezkészítés során sok időt szánnak a részletekre és a kivitelezés minőségére, hiszen egy cosplayes tehetségét zömében azzal mérik, hogy milyen bonyolult és részletgazdag jelmezt választott, valamint milyen minőségben sikerült azt életre hívni. Mivel egyes részletek, illetve felhasznált anyagok igen problémásak lehetnek, a cosplayesek gyakran képzik magukat valamilyen speciális kézműves technikában, úgy mint textilművészet, ruhatervezés, testfestés, szobrászat, asztalosmunka, és sok egyéb terület, amik a segítségükre lehetnek abban, hogy minél precízebben tudják lemásolni a kiválasztott jelmezt. Hogy még jobban hasonlítsanak az eredetire, szinte minden cosplayes visel parókát is. Különösen fontos ez az anime és mangakarakterek esetében, ahol gyakori a természetellenes színű és szokatlanul formázott haj.
Egyszerűbb jelmezek esetén a színvonal a választott alapanyagok, illetve a kivitelezés teljes egészének minősége által emelhető. Egy cosplay elkészítése rengeteg időt és energiát emészthet fel, s emiatt sok cosplayes személyes kihívásnak tekinti. Emellett ez a fáradságos és gyakran drága folyamat összekovácsolja a cosplayeseket, hiszen a jelmezkészítési folyamat megpróbáltatásai is ennek a szubkultúrának a részét képzik.
A saját készítésű jelmezeken kívül még sok egyéb mód létezik egy cosplay beszerzésére. Különböző minőségben készülnek viselésre kész cosplayek, ruhát és a hozzá tartozó kiegészítőket együtt forgalmazva. Ezeket legjellemzőbben online árulják, de rendezvényeken is találkozhatunk ilyen árusokkal. Vannak, akik egyéni megrendeléseket is vállalnak, ők személyre szabott ruhákat, kiegészítőket, formázott parókákat árulnak. Néhány cosplayes közösségi oldalon külön részen reklámozzák ezeket a szolgáltatásokat. Külön beszerezhetők jelmezkellékek és változatos alapanyagok is, gyakori, hogy olyan cosplayesek, akik amúgy saját maguk készítik a jelmezeiket, egyes kiegészítőket megvásárolnak. Jellemzően ilyenek például a parókák, póthajak, hajfestékek, testfestékek, folyékony latex, ékszerek, replika fegyverek, cipők, egyéb, a karakterre jellemző kellékek. Egyes animék és videójátékok fegyvereit, kiegészítőit igen bonyolult elkészíteni, ráadásul a rendezvényeken szigorú szabályok vannak érvényben a fegyverbehozatalt illetően. A legtöbb cosplayes kombinálja a fentebb felsorolt beszerzési módszereket, például maga varrja a ruhát, mely mellé mással készítteti el a fegyvert, cosplayes boltból vesz ékszereket, majd vesz egy hétköznapi cipőt, amit saját maga alakít át megfelelőre.
Hogy minél jobban hasonlítsanak a karakterre, a cosplayesek az öltözetükön kívül a saját testükre is külön figyelmet fordítanak. Ilyen például a kontaktlencsék használata, hogy a szemszínük is egyezzen a karakterével, különösen, ha olyan különleges szemről van szó, mely védjegyként szolgál a karakter számára. Léteznek lencsék, melyektől a pupilla nagyobbnak, animeszerűnek látszik, ezek is népszerűek. Másik ilyen példa, ha a karakternek tetoválása van, vagy valamilyen jellemző jegyet visel a bőrén. Ennek utánzására testfestéket, ideiglenes, vagy akár tartós tetoválást szoktak csináltatni. A paróka alternatívájaként ott van a hajfestés is, ha a cosplayes saját haja átalakítható a kívánt állapotra. Ez elérhető olcsóbb színes szprékkel, vagy tartósabb változattal, illetve gyakran használnak speciális hajformázó eszközöket is.

### Karakterválasztás

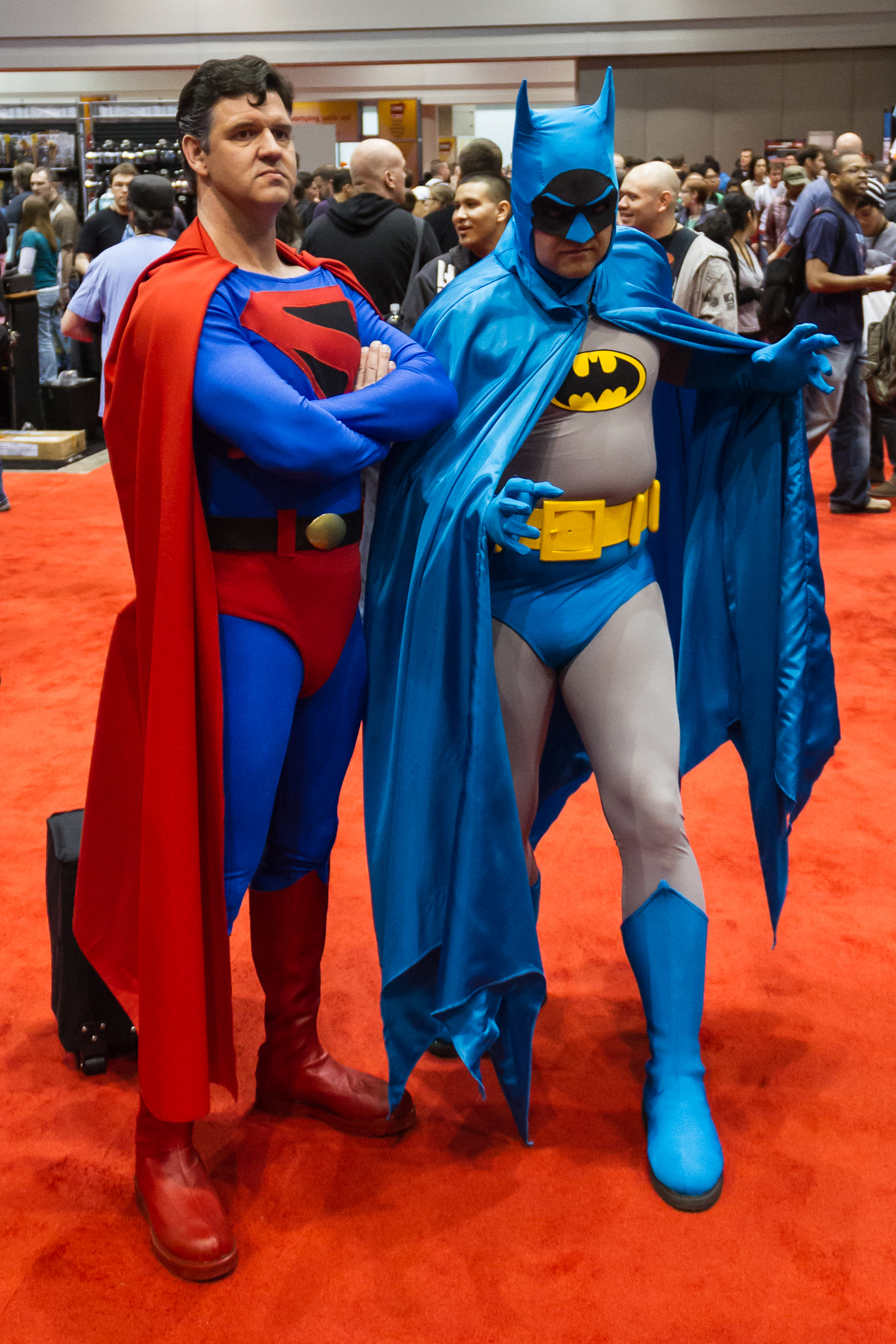
Superman és Batman (Chicago Comic & Entertainment Expo, 2012)

Hogy miért és kit cosplayel valaki, az alapvetően három fő kategóriába sorolható, illetve ezek keveréke. A legtöbb cosplayes esetében mindhárom csoportból felfedezhetünk jellemző okokat.
Az első a karakter iránti rajongás kifejezése, vagy ha a cosplayes hasonlóságot érez önmaga és a karakter között, vagy szeretne az adott karakter bőrébe bújni. Az ilyen cosplayest szokták rajongónak nevezni, esetenként otakunak. Jellemző rájuk, hogy lelkesek, ám kevesebb figyelmet fordítanak a ruha részleteire és a minőségre. Leginkább ők szokták átvenni a karakter viselkedési jegyeit is, és gyakran kritizálják azokat a cosplayeket is, akik nem teszik ugyanezt, vagy nem ismerik eléggé a választott karakterüket.
A második csoportot azok a cosplayesek alkotják, akik élvezik azt a figyelmet és népszerűséget, amit az adott karakter vagy jelmez hoz számukra. Ahogy az anime és manga, úgy a sci-fi és fantasy kultúrában is vannak híres-hírhedt cosplayesek. Rájuk részletesebb ruhák és népszerű karakterek választása a jellemző. Sokuk vesz részt cosplay-versenyeken is.
A harmadik csoport olyan emberekből áll, akiket a kreatív alkotási folyamat, a személyes megpróbáltatás, saját határainak tesztelése vonz. Ők jellemzően nagyobb keretet szánnak a jelmezükre, még bonyolultabb és még jobb minőségű jelmezeket készítésébe vágnak bele, még szélesebb körű alapanyag-használattal. Gyakori, hogy profi fotósok, cosplay fotósok készítenek róluk minőségi képsorozatokat.

### Megjelenés
A cosplayjel igen sok helyen és formában találkozhatunk.

#### Fényképészet
Egyes cosplayesek cosplay fotósokat kérnek fel, hogy jó minőségű képsorozatot készítsenek róluk az adott jelmezben. A fotózás helyszínéül gyakran olyan környezet szolgál, mely az adott karakterhez köthető, például templomok, parkok, erdők, vízparti helyek, elhagyatott vagy lepusztult környékek. Ezek a cosplayesek a jelmezeikről készült képeket online is közzéteszik, blogokban vagy olyan művészgalériákban, mint például a deviantArt. Ők akár árulhatják is a képeiket, vagy az azokból készített ajándékokat, például képeslapokat, kitűzőket.

#### Rendezvények
A cosplay viselésének legnépszerűbb módja megjelenni vele egy rendezvényen. Az egész világon léteznek rendezvények anime, manga, nyugati képregény, tv-sorozatok, videójátékok, sci-fi, fantasy témában. Csak az Egyesült Államokban évente közel száz ilyen rendezvényt tartanak meg szerte az országban. A legnagyobb cosplayes esemény a félévente megrendezésre kerülő Comiket, más néven Comic Market. Ez a Japánban minden nyáron és télen tartott rendezvény több ezer anime és manga rajongót vonz, a kiállító csarnok tetején pedig cosplayesek ezrei gyűlnek össze. Az Ázsián kívüli legnagyobb cosplayes rendezvény a San Diego Comic-Con. Az Egyesült Királyságban az ExCeL csarnokban tartott London MCM Expo a legjelentősebb esemény, ám Európában nem ez, hanem a franciaországi Japan Expo a legnagyobb a maga 200 000 feletti látogatószámával 2012-ben.

#### Versenyek
A cosplay népszerűsége egyre növekszik, sok rendezvényen találkozhatunk cosplayes kötődésű versenyekkel, melyek általában a rendezvény legjelentősebb versenyét is jelentik egyben. A versenyzők gyakran valamilyen díjért szállnak harcba az általuk bemutatott jelmezzel, melynek saját készítésűnek kell lennie. A versenyzők elő is adhatnak valamit, egy rövid jelenetet, táncot, opcionálisan zenei aláfestésre, videót vagy képeket vetítve a háttérben; míg mások egyszerűen csak a karakterük bőrében pózolnak. Gyakori, hogy a konferanszié rövid interjút készít a színpadon a versenyzőkkel. A közönségnek az előadás illetve az interjú közben lehetősége van fényképeket készíteni a versenyzőről. A cosplayesek nevezhetnek egyénileg valamint csoportosan is. A díjak rendezvényenként meglehetősen különbözőek, ám általában lenni szokott egy legjobb egyéni és csoport díj, valamint dobogós helyezettek vagy jelöltek. Díjazni szokták a legjobb előadást, illetve cosplayes készségek szerint olyan alkategóriákat, mint legjobb szabó, fegyver- vagy páncélkészítő stb.
A legjelentősebb cosplayverseny a világon a World Cosplay Summit, melyen 20 ország versenyzői vesznek részt, hogy összemérjék tudásukat a nagojai döntőben, Japánban. Új nemzetközi cosplayes események is indultak mostanában, mint a franciaországi ECG, European Cosplay Gathering, melyet a párizsi Japan Expon tartanak.

#### Haradzsuku
Japánban a tizenévesek hasonló gondolkodású barátaikkal gyűlnek össze olyan helyeken, mint a tokiói Haradzsuku negyed, hogy együtt mutatkozhassanak jelmezeikben. 1998 óta a szintén tokiói Akihabara negyedben számtalan cosplay kávézó és egyéb vendéglátó helyiség nyílt, kifejezetten az anime és a cosplay szerelmesei számára. Az ilyen kávézókban a pincérnők anime és videójáték-karaktereknek öltöznek, kifejezetten népszerűek a kihívó cselédlány ruhák.

#### Egyéb események
Cosplayes csoportok gyakran tartanak kisebb találkozókat különféle színhelyeken, általában kávézókban, parkokban, klubokban, éjszakai szórakozóhelyeken, vidámparkokban. Ezek jó alkalmat jelentenek beöltözni, összehasonlítani a munkáikat, ötleteket cserélni, vagy egyszerűen csak beszélgetni.

### Nemi szerepek

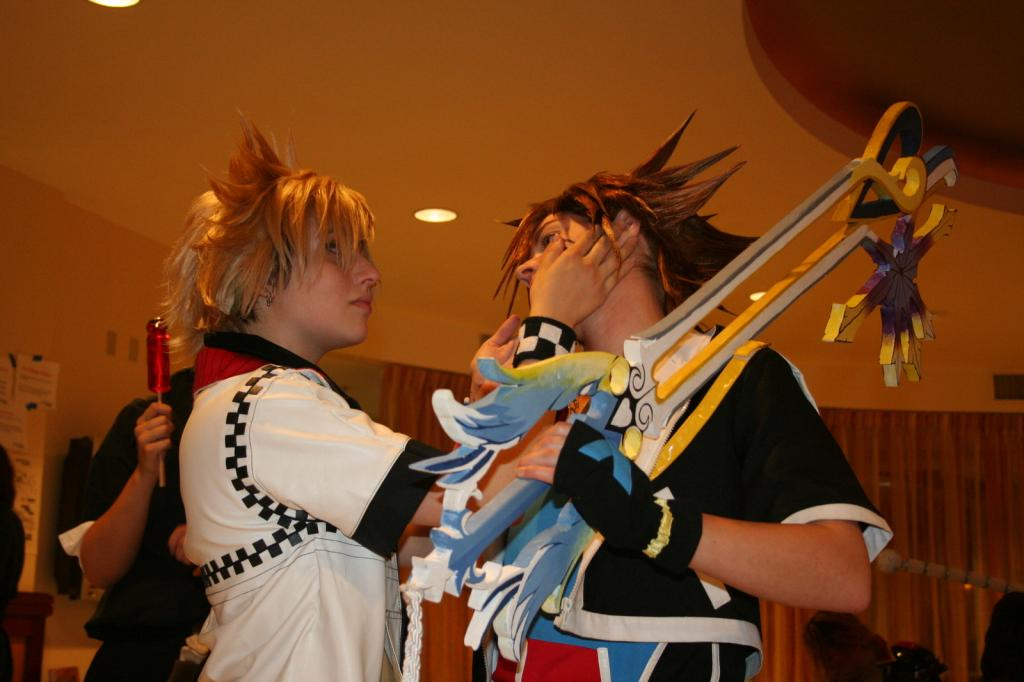
Férfi szereplőnek öltözött nők a 2008-as Yaoi-Conon

Crossplaynek nevezik, amikor valaki a saját nemével ellentétes karakternek öltözik. A crossplay gyökere az olyan férfikarakterek bőségéből ered az animekultúrában, melyek finom, már-már nőies vonásokkal rendelkeznek. Ezekre a szereplőkre a bisónen szóval szoktak hivatkozni, melynek jelentése szó szerinti fordításban „szép fiú”. Ők az olyan kisfiús megjelenésű tradicionális nyugati hősök ázsiai megfelelői, mint Pán Péter vagy Shakespeare Arielje.
Ellenkező nemű karakternek öltöznek a dollerek is, vagy az irányzat másik nevén: animegao. Ők a Japánban kiguruminak nevezett, mascot-típusú karaktereket alakítók egy alcsoportját képzik. A dollerek gyakran női karakternek öltöző férfiak, vagy épp ennek a fordítottja, a játszott karakterek lehetnek robotok, földönkívüliek vagy állatok is. A teljes testüket fedő öltözéket és maszkot viselnek, ami teljesen elrejti a valódi vonásaikat, s ez által még pontosabban másolhatják le az eredeti karakter kinézetét. Jelmezeik rendelkeznek mindazon stílusjegyekkel és karakterisztikákkal, mely a rajzfilmekre jellemző, mint a hatalmas szemek és az apró száj, melyek oly népszerűek a mangakaraktereknél.
Az ellenkező nemű karakter megjelenítésének másik formája a genderbend cosplay. A különbség a crossplayhez képest, hogy ilyenkor a cosplayer nem a saját megjelenését igazítja a karakter neméhez, hanem a cosplay kedvéért megalkotja a karakter ellenkező nemű – vagyis a cosplayer nemével megegyező – megfelelőjét.

### Trendek
A cosplayesek részvétele rendezvényeken népszerűvé teszi ezeket az eseményeket a fotósok számára is. Ahogy a ’80-as évék végén ez nyilvánvalóvá vált, a cosplay egy új ága is megjelent, ahol a cosplayesek elsősorban azért jelennek meg egy rendezvényen, hogy modellt álljanak a kamerák előtt. Az új trendekhez alkalmazkodva kialakult egy cosplayes etikett is, írott és íratlan szabályok. A kellemetlenségeket elkerülendő ezek a fotózások elkülönített helyeken történnek, s így nem zavarják a rendezvény többi programját sem. A fotósok nem erőltethetnek ki személyes információkat vagy találkozókat a cosplayesektől, nem követhetik őket az elkülönített területen kívülre, és nem készíthetnek róluk képeket az engedélyük nélkül. Ezek a szabályok biztosítják a fotósok és cosplayesek zavartalan együttműködését.
Napjainkban Ázsiában is egyre népszerűbbek a nem-ázsiai fantasy és sci-fi karakterek.

### Cosplay Japánban

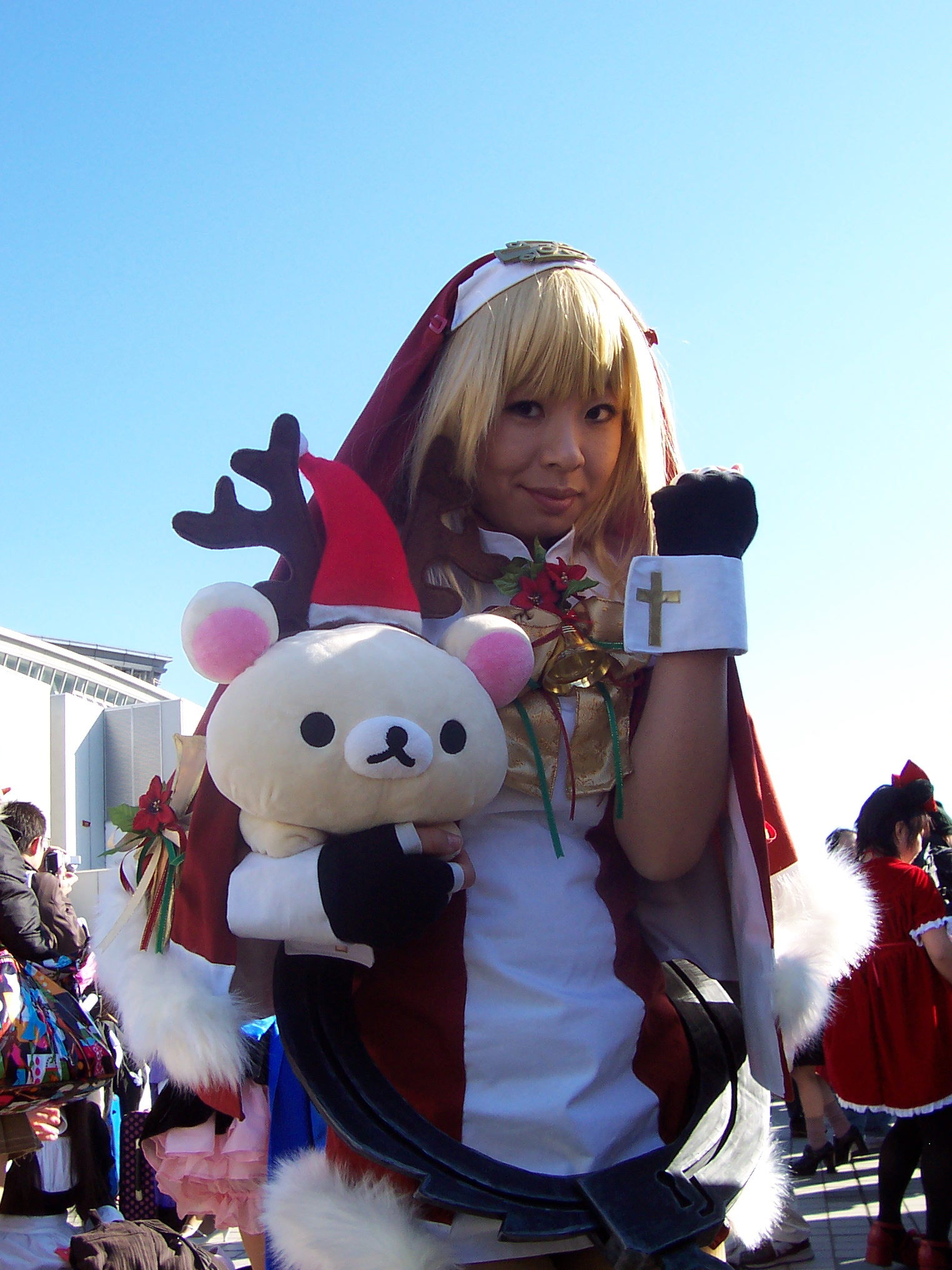
Animeszereplőnek öltözött cosplayjelmezes

Korábban Japánban a cosplayre a reijá (レイヤー) – az angol layer (réteg) – szóval hivatkoztak, napjainkban azonban már a koszupure szó használatos, a reijá kifejezéssel pedig a jelmez egyes rétegeire (pl.: haj, ruha) utalnak. A cosplayeseket fényképezőket a kameko szóval illetik, mely a „Camera Kozó” vagy „Camera Boy” rövidítése. Eredetileg a kameko másolatokat ajándékozott a cosplayeseknek a róla készült képekből. Később, ahogy mindkét oldal részéről növekedett az érdeklődés a cosplay iránt, a Comiketen és a hozzá hasonló eseményeken formalizálni kellett a fotózások menetét. A fotózásokat ma már elkülönített területeken bonyolítják le.
A rajongói eseményeken való cosplayezés valószínűsíthetően Japánból származik, egy 1978-as rendezvényen volt rá az első dokumentált példa. A cosplay megítélése azonban mind a mai napig elég vegyes. Az Akihabarához hasonló negyedekben tartott események számos cosplayest vonzanak, ennek ellenére még mindig sokan vannak, akik komolytalan hobbinak tartják a cosplayt.

### Cosplay a nyugati kultúrában
A cosplay hatalmas népszerűsége Japánban gyakran vezet olyan félreértésekhez, mi szerint ez egy kifejezetten japán, vagy ázsiai hobbi. Maga a cosplay kifejezés is arról tanúskodik, hogy habár a jelenség japán eredetű, az Egyesült Államokban szintúgy felfedezhető. Hosszú évek óta egyre nő a cosplay népszerűsége Észak-Amerikában és Európában is, újabban pedig Dél-Amerikában és Ausztráliában is megkezdte térhódítását.
A nyugati cosplay gyökerei nem az animációs filmekhez, hanem a sci-fihez és a történelmi fantasyhez vezethetők vissza. A nyugati cosplayesek körében sokkal gyakoribb élőszereplős sorozatok karaktereinek alakítása is, mint a japánok esetében. Persze nyugaton is sokan vannak, akik animációs sorozatokat vesznek alapul. A jelmezesek közösségének itt olyan szubkultúrák is tagjai, akik érdeklődnek a történelmi ruhák vagy az élőszereplős szerepjátékkultúra iránt.
Ahogy a ’90-es évek végén a japán animáció népszerűsége Ázsián kívül is megugrott, úgy a japán karaktereket alakító amerikai és egyéb nyugati cosplayesek száma is követte ezt a tendenciát. Az elmúlt évtizedben egyre több animés rendezvény jelent meg, melyek mostanra látogatószámban versenyre kelhetnek a sci-fi, nyugati képregényes rendezvényekkel is. Ezeken az összejöveteleken, japán társaikhoz hasonlóan, a nyugati cosplayesek is azért találkoznak, hogy megmutassák egymásnak alkotásaikat, fotókat készítsenek, versenyre keljenek egymással. Az ilyen rendezvények résztvevői elsősorban japán animációs karaktereknek öltözve jelennek meg, ám sokan másik híres nyugati képregénykaraktereknek, film- vagy videójátékszereplőnek öltöznek.
A kultúrák közötti eltérés az ízlésekben még mindig fennáll. Bizonyos kosztümöket, amik a japánok hezitálás nélkül felvesznek, nyugaton kerülendők, mint például a náci egyenruhák.

### Cosplay modellek
A cosplaynek a japán reklámiparra is hatása volt. Azokon a rendezvényeken, ahová korábban ügynökségek modelljeit szerződtették, most már szívesebben hívnak cosplayeseket. A Comiket és a Tokyo Game Show fellendülése óta a japán animeipar számtalan profi cosplayest nevelt ki. Egy cosplay modell – vagy más néven cosplay idol – anime, manga vagy videójáték-érdekeltségű cégek megbízásából alakítja a karaktereiket. A legjobb cosplayesekre úgy tekintenek, mint egy kitalált karakter, ám élő, emberi bőrben; hasonlóan a filmszínészekhez, akiket a köztudatban azonosítanak az általuk játszott filmszereppel. A cosplayesek olyan magazinok számára is modellt állnak, mint a Cosmode, és egy sikeres cosplay modellt a cég arcaként is alkalmazhatnak, ahogy egy japán cosplayes ruhákat forgalmazó cég, a Cospa is tette. Ez a jelenség Japánban a legjellemzőbb, ám jelen van más országokban is.

## Cosplay magazinok
Japán két különösen populáris cosplay magazinnak is otthont ad, ezek a Cosmode (コスモード), és a Dengeki Layers (電撃Layers). A legnagyobb részesedése a piacon a Cosmode-nak van, melynek angol nyelvű digitális verziója is létezik már. Egy másik növekvő népszerűségű magazin, mely világszintű ismertségre törekszik, a CosplayGen.

## Dokumentumfilmek
- Az Otaku Unite! egy 2004-es dokumentumfilm az otaku szubkultúráról, mely részletesen foglalkozik a cosplayesekkel is.
- Az MTV a True Life' című dokumentumfilm szériájában egy rész erejéig a rajongással és a cosplayjel foglalkozott.[12]
- A Martell Brothers Studios 2009-ben Cosplayers: the Movie címmel adta ki filmjét,[13] mely az észak-amerikai anime szubkultúrát vizsgálja. A filmben szerepelnek képsorok animés rendezvényekről, interjúk rajongókkal, szinkronszínészekkel, művészekkel. A film szabadon megtekinthető a Youtube-on és a Crunchyrollon is.
- A My Other Me: A Film About Cosplayers címre hallgató film[14] három különböző cosplayes életéből mutat be egy évet: egy veterán cosplayesét, akinek a cosplay indította be a karrierjét; egy fiatal, 14 évesét, aki most vágott bele első cosplayébe; és egy transznemű fiúét, aki a cosplayen keresztül találta meg önmagát. A film tervezett megjelenése 2012-ben várható, egy rövid bemutatót a The Electric Playground című TV-műsor is leközölt róla.[15]
- Az Animania'[16] szintén Észak-Amerikában foglalkozik a cosplay-jel mint kulturális jelenséggel. A film négy különböző nemzetiségű cosplayes életét követi, akik Kanada legnagyobb anime rendezvényének, az Anime Northnak a cosplayversenyére készülnek.

## Nevezetes cosplayesek

### Külföldi cosplayesek
- Francesca Dani, olasz cosplayes, internetes idol és modell.
- Enomoto Daiszuke, japán vállalkozó, aki a negyedik civil lett volna, akit a Space Adventures, űrturizmussal foglalkozó cég az űrbe vitt volna, melyet 2006 októberére terveztek. Char Aznable Gundam kosztümét viselte volna, ám nem ment át az erőnléti teszteken.[17]
- Alodia Gosiengfiao, Fülöp-szigeteki cosplayes és modell. Ő volt az első Levi's "kawaii girl" (szó szerint: cuki lány) nyertes az Animaxen futó Mad Mad Fun utolsó epizódjában, és a 87. lett az FHM 2009-es the Sexiest Women in the World (a legszexisebb nő a világon) szavazásán.
- Liana Kerzner, az Ed's Night Party talk-show kanadai házigazdája. Híres a karakterközpontú jelmezeiről, gyakori sztárvendége az észak-amerikai rendezvényeknek.[18]
- Suzanne Muldowney, aki leginkább Underdog megszemélyesítéséről híresült el, kulcsfigurája a New York-i parádéknak, rendezvényeknek és szórakoztató műsoroknak.
- Nagasima „Dzsienocu” Júicsiró, japán kickbox és önvédelmi sportoló. Az összes belépésekor, illetve minden K-1-es megjelenésekor különböző női animekaraktereknek öltözik, és cosplayes lányok kísérik.
- Jessica Nigri, amerikai cosplayes.
- Li Teng-huj (Lee Teng-hui), a Kínai Köztársaság (Tajvan) első népszerűségi alapon megválasztott elnöke, Edajima Heihachinak öltözött be a Sakigake!! Otokojuku című animesorozatból.[19]
- Holly Madison

### Magyar cosplayesek
- Rédei Anna (művésznevén Enji Night), az áttörést a 2011-ben készített Supergirl-jelmez hozta meg számára, azóta négy kontinens 13 országában 20 rendezvényen vett részt. Több mint 60 jelmezzel rendelkezik.[20]
- Vörös Dóra (Cassidy) az első magyar cosplay-esek egyike, aki 2006-tól több versenyen is dobogós helyezést szerzett, többek között 2006-ban Sakuracon és az őszi Animecon egyéni első, 2008-ban a Sakuracon a legjobb technika, az őszi Animecon a legjobb egyéni előadás, 2009-ben a nyári Animecon a közönség kedvence, 2010-ben a nyári Holdfénycon a legjobb fantasy/sci-fi kosztüm és a közönség kedvence, 2010-ben és 2011-ben a Mondocon a legjobb kosztüm, 2012-ben a legjobb előadás díját nyerte.[21] 2017-ben a svédországi Jönköpingben, a DreamHack szülőföldjén a DreamHack Winter cosplay-versenyén a harmadik helyet szerezte meg.[22]
- Szabó Adrien (Dudus) szintén 2006 óta cosplay-ezik, több díjat is nyert, többek között: 2010-ben az őszi Mondocon a legjobb karakterhasonlóság, 2015-ben az MCM London Comic Conon az EuroCosplay zsűri különdíját nyerte.[23]
- Badacsonyi Nóra (Aoime) 2007 óta cosplay-ezik, versenyez és zsűrizik is. Legjobb eredményei: 2007 őszi Animecon performance 1. helyezés, 2009-es tavaszi Animecon a legjobb kosztüm díját nyerte, a 2014-es nyári Mondocon az EuroCosplay selejtező 1. helyezését szerezte meg és az MCM London Comic Conon az EuroCosplay döntőben a 3. helyen végzett.[24]
- Varga Dóra (Elyon), aki végzettségét tekintve divattervező, eleinte csak árulta a jelmezeket a cosplay-rendezvényeket, később ő is elindult versenyeken. 2013-ban az Animekarácsonyon megnyerte a legjobb jelmez díját, 2014-ben a Mondo Magazin címlapversenyén az 1. helyen végzett.[25]
- Jobbágy Ildikó Melinda (Okkido), 2006 óta aktív cosplayer, több, mint 30 hazai és nemzetközi cosplay díjat nyert. Főként gamer és sci-fi tematikájú jelmezeiről ismert. 2017-ben első helyezést ért el a Crown Championships of Cosplay világbajnokságon, Chicagoban (IL, USA), így eddig az egyetlen magyar cosplayer, aki világbajnoki címmel rendelkezik. Rendszeres vendége külföldi rendezvényeknek, ahol gyakran zsűrizi a helyi- és nemzetközi cosplayversenyek résztvevőit. Mortal Kombat tematikájú cosplayeinek hála, együttműködhetett a Warner Brothers-szel a Mortal Kombat 11 népszerűsítő kampányában Ausztriában.[26]

### Magyar oldalak
- Cosplay.hu
- MondoCon.hu (Mondo magazin)
- AnimeCon.hu
- Magyar Anime Társaság (MAT)
- MangaFan

### Külföldi oldalak
- Cosplay.com
- Cosplay, az Open Directory Projectben